# الفيش (الملاح)

تعديل مصدري - تعديل

الفيش هي إحدى قرى عزلة الملاح بمديرية الملاح التابعة لمحافظة لحج، بلغ تعداد سكانها 318 نسمة حسب تعداد اليمن لعام 2004.